# Колумбийска сокерица
Колумбийска сокерица (Nucifraga columbiana), пепелява сокерица е вид птица от семейство Вранови (Corvidae).

## Разпространение
Видът е разпространен в Канада, Мексико и САЩ.